# Рак жёлчного пузыря
Рак желчного пузыря — тип рака, который начинается в жёлчном пузыре. Симптомы могут варьироваться от полного отсутствия до болей в правой части живота, желтоватого оттенка кожи, потери веса и рвоты. Осложнения могут включать распространение на другие органы, такие как печень.
Причина часто неизвестна. Факторы риска включают желчные камни, полипы желчного пузыря и врождённые желчные кисты, поскольку они могут привести к воспалению желчного пузыря. Среди прочих факторов риска — длительное инфицирование сальмонеллой брюшного тифа, влияние изониазида, радона, курение, ожирение, первичный склерозирующий холангит и воспалительное заболевание кишечника. Диагноз может быть поставлен на основании анализов крови, медицинской визуализации и биопсии.
На ранней стадии заболевание можно вылечить хирургическим путем. В некоторых случаях может применяться химиотерапия или лучевая терапия. Общий показатель пятилетней выживаемости в Соединённых Штатах составляет 19 %, хотя он варьируется от 62 % при ранней стадии заболевания до 2 %, если рак распространился на отдаленные части тела.
Рак жёлчного пузыря встречается сравнительно редко: в Соединённых Штатах регистрируется менее 2 новых случаев на 100 000 человек в год. Женщины страдают чаще, чем мужчины. Болеют, как правило, люди старше 65 лет. Чаще всего люди заболевают в Южной Америке, Индии, Пакистане, Японии и Южной Корее, а в Чили этот показатель достигает 10 на 100 000 человек. Болезнь также чаще всего затрагивает определённые этнические группы, включая коренных американцев. Впервые она была описана в 1777 году Максимилианом де Столлем.